# Злокобни дворац
Злокобни дворац (енгл. Castle Sinister) британски је црно-бели научнофантастични хорор филм из 1932. године, редитеља и сценаристе Видгеја Р. Њумана, у коме главне улоге тумаче Хадон Мејсон, Ерик Адени и Воли Печ. Радња прати младића који покушава да спасе девојку од лудог научника, који жели да пресади њен мозак у главу мајмуна.
Иако се данас сматра изгубљеним, филм је од велике важности за британску кинематографију, као један од првих хорор филмова направљених у овој земљи. Због тога је сврстан на листу 75 најтраженијих изгубљених филмских остварења, коју је саставио Британски филмски институт. Једини сачувани материјални доказ о постојању филма је рецензија из часописа The Bioscope, у којој је филм оцењен са 45%.

## Радња
Радња је смештена у напуштеној вили у Девону, где луди доктор, професор Бандов, покушава да мозак девојке стави у главу мајмуна. Младић по имену Роланд Кемп, покушава да спасе девојку у коју је заљубљен од лудог научника.

## Улоге
| Глумац         | Улога           |
| -------------- | --------------- |
| Хадон Мејсон   | Роланд Кемп     |
| Ерик Адени     | професор Бандов |
| Воли Печ       | Џоркинс         |
| Илса Килпатрик | Џин             |
| Едмунд Кенеди  | отац            |